# Gotti (film din 2018)
Gotti este un film biografic⁠(d) din 2018 despre gangsterul newyorkez John Gotti în regia lui Kevin Connolly⁠(d) și în baza unui scenariu de Lem Dobbs⁠(d) și Leo Rossi⁠(d). Filmul îi are în rol principal pe John Travolta - care îl interpretează pe John Gotti - și pe soția sa Kelly Preston în penultimul său rol.
Anunțat pentru prima dată în 2010, filmul a dispărut într-un purgatoriu al dezvoltării⁠(d) pe parcursul a câțiva ani în care s-au vehiculat numeroși regizori și actori, inclusiv Barry Levinson și Al Pacino. Procesul de producție a început la sfârșitul lunii 2016 în Cincinnati, Ohio și s-a încheiat în Brooklyn, New York în februarie 2017.
Filmul urma să fie lansat inițial în Statele Unite pe 15 decembrie 2017, dar, cu doar două săptămâni înainte, Lionsgate, distribuitorul principal, a revândut drepturile filmului și lansarea s-a anulat.  Pe 12 martie 2018, lansarea a fost anunțată pentru 15 iunie 2018 de Vertical Entertainment⁠(d) și MoviePass Ventures⁠(d) după premiera din cadrul Festivalului de Film de la Cannes din 2018.
Gotti a fost un dezastru comercial și a fost criticat; a încasat doar 6 milioane de dolari față de un bugetul de 10 milioane de dolari și a fost criticat din toate punctele de vedere: scenariu, estetică și interpretări. Cu toate acestea, machiajul a primit laude. Este unul dintre puținele filme care deține un rating de 0% pe site-ul Rotten Tomatoes. La cea de-a 39-a ediție a Premiilor Zmeura de Aur⁠(d), filmul a fost nominalizat la șase premii, inclusiv cel mai proast film și cel mai prost actor pentru Travolta.

## Intrigă
Șeful mafiei John Gotti cugetă asupra domniei sale în crima organizată newyorkeză din ultimele trei decenii. În 1972, în calitate de asociat, acesta este însărcinat de Aniello „Neil” Dellacroce, subșef al familiei Gambino, cu asasinarea gangsterului James McBratney⁠(d) despre care se credea că este responsabil pentru răpirea și uciderea nepotului Carlo Gambino. După ce îl ucide pe McBratney într-un bar, Gotti devine un made man.
Zeci de ani mai târziu, în anii 1990, un Gotti în vârstă este încarcerat la Centrul Medical pentru Deținuții Federali din Statele Unite⁠(d) din Springfield, Missouri, fiind diagnosticat cu cancer esofagian. Aici se întâlnește cu fiul său, John „Junior” Gotti, care se gândește să stabilească o înțelegere cu procurorii⁠(d).
În 1972, Gotti este identificat ca fiind ucigașul lui McBratney și condamnat la patru ani în închisoarea Green Haven⁠(d). Totuși, datorită influenței familiei Gambino, i se permite să părăsească instituția în baza unor „permisii⁠(d) medicale” pentru a desfășura activități criminale, inclusiv o altă asasinare. Gotti este transferat la Lewisburg⁠(d) și este eliberat condiționat în 1974 după doar doi ani. Acesta se mută în noua sa casă din Howard Beach⁠(d) alături de soția sa Victoria și copiii lor.
Până în 1979, Gotti își desfășura activitatea în Bergin Hunt and Fish Club⁠(d) împreună cu prietenul său Angelo Ruggiero⁠(d). Fiul său cel mare Junior intră la Academia Militară din New York⁠(d), dar speră să-și urmeze tatălui în lumea interlopă. În ciuda sfaturilor lui Dellacroce și a asigurărilor date de colegului său Frank DeCicco⁠(d), Gotti nu are încredere în subșeful familie Lucchese Anthony Casso⁠(d). În 1980, Frank, fiul lui Gotti în vârstă de 12 ani, este moare într-un accident de mașină comis de unul dintre vecini⁠(d). Aceasta dispare mai târziu, iar singurul martor al răpirii este intimidat și refuză să vorbească.
Sub Castellano, familia Gambino era deseori investigată, iar Gotti a devenit convins că șeful familiei este mult prea slab pentru a conduce. Junior este implicat într-un conflict fizică în urma căruia o persoane moare, fapt care-l înfurie pe tatăl său. Autoritățile federale publică o mulțime de casete cu interceptări ale convorbirilor din cadrul întâlnirilor familiei Gambino care demonstrează că Gotti este implicat în coruperea forței de muncă. Acesta evită condamnarea penală, dar procurorii dezvăluie că asociatul său Wilfred Johnson⁠(d) este informator; Gotti decide să-l lase în viață, dar nu comentează în momentul în care Johnson este ucis. Acesta află de inițiativa lui Castellano de a reorganiza familia Gambino și concedia banda sa pe motiv că îi sfidează autoritatea. Gotti obține cu ajutorul muribundului Dellacroce aprobarea eliminării lui Castellano din partea celor cinci familii.
Pe 16 decembrie 1985, oamenii lui Gotti îi ucid pe Castellano și garda sa de corp în fața unui restaurant din New York și este numit noul boss al familiei Gambino, fiind descris de presă și public drept „adevăratul Naș”. Rivalul său  Vincent „The Chin” Gigante plănuiește împreună cu Casso eliminarea lui Gotti, iar DiCicco este ucis de un dispozitiv exploziv improvizat⁠(d) care ar fi trebuit să-l ucidă pe Gotti. Casso este victima unei tentative de asasinare; acesta îl urmărește și prinde pe asasin care dezvăluie că a fost trimis de Ruggerio. Gotti încheie un acord de pace cu Gigante și îl alungă pe Ruggerio din echipa sa.
După ce scapă de o a treia urmărire penală, Gotti este supranumit „Donul de teflon” de către presă deoarece pare de de neatins din punct de vedere legal. Ruggiero moare de cancer în 1989, iar Junior devine made man al familiei Gambino și se căsătorește în 1990. Judecat din nou în 1992 pentru a patra oară, Gotti este acuzat de orchestrarea asasinării lui Castellano. Subșeful său Sammy „The Bull” Gravano depune mărturie împotriva sa, iar Gotti este condamnat la închisoare pe viață. Junio preia controlul în timp ce numeroși membri ai familiei sunt uciși, iar în cele din urmă este el însuși arestat în 1998.
Gotti moare pe 10 iunie 2002 de cancer. Junior abandonează cariera criminală de dragul familiei și, după cinci procese, este eliberat.

## Distribuție
- John Travolta - John Gotti
- Spencer Lofranco⁠(d) - John „Junior” Gotti⁠(d)
- Kelly Preston - Victoria Gotti
- Pruitt Taylor Vince⁠(d) - Angelo Ruggiero⁠(d)
- William DeMeo⁠(d) - Sammy Gravano
- Leo Rossi⁠(d) - Bartholomew Boriello
- Chris Kerson⁠(d) - Wilfred Johnson
- Stacy Keach - Neil Dellacroce
- Chris Mulkey - Frank DeCicco⁠(d)
- Sal Rendino - Vincent Gigante
- Nico Bustamante - Frankie Gotti
- Victor Gojcaj⁠(d) - Father Murphy
- Michael Cipiti - Carlo Gambino